# Primera Ampliación del Chote
Primera Ampliación del Chote är en ort i Mexiko.   Den ligger i kommunen El Higo och delstaten Veracruz, i den sydöstra delen av landet, 270 km norr om huvudstaden Mexico City. Primera Ampliación del Chote ligger 35 meter över havet och antalet invånare är 145.
Terrängen runt Primera Ampliación del Chote är platt. Runt Primera Ampliación del Chote är det ganska glesbefolkat, med 34 invånare per kvadratkilometer. Närmaste större samhälle är El Higo, 7,4 km söder om Primera Ampliación del Chote. Trakten runt Primera Ampliación del Chote består till största delen av jordbruksmark.